# Nationaal park Jebil
Nationaal park Jebil (Arabisch: حديقة جبيل الوطنية) is een beschermd natuurgebied in het zuiden van Tunesië, gelegen in de regio Kébili, binnen de uitgestrekte woestijnzone van de Sahara. Het park beslaat een oppervlakte van ongeveer 150.000 hectare, wat het tot het grootste nationale park van het land maakt. Het werd officieel opgericht op 24 oktober 1994, maar kende al sinds 1984 een status als ecologisch belangrijk gebied.

## Ligging en landschap
Nationaal park Jebil bevindt zich ten zuiden van de stad Douz, vaak beschouwd als de “Poort tot de Sahara”. Het ligt nabij de Algerijnse grens en maakt deel uit van het ecosysteem van de Grand Erg Oriental, een immens zandduinengebied dat zich uitstrekt over meerdere landen in Noord-Afrika.
Het terrein is gevarieerd en bestaat uit:
- Uitgestrekte zandduinen (ongeveer 85% van het park);
- Rotsachtige plateaus (hamada’s);
- Zoutvlaktes en opgedroogde rivierbeddingen (oueds);
- Woestijnsteppe met verspreide vegetatie.

De geografische diversiteit maakt het park tot een belangrijk onderzoeksgebied voor ecologie, geologie en klimaatinvloeden op droge ecosystemen.

## Biodiversiteit

### Flora
Ondanks de barre omstandigheden herbergt het park een verrassende variëteit aan flora die zich aangepast heeft aan het extreme woestijnklimaat. Voorbeelden van veelvoorkomende plantensoorten zijn:
- Retama raetam (witte retama)
- Calligonum spp. (woestijnstruiken met lange wortels)
- Arthrophytum schmittianum
- Rhanterium suavolens
- Aristida pungens (een droogteresistente grassoort)

Deze vegetatie speelt een belangrijke rol bij het stabiliseren van zandduinen en het bieden van voedsel en beschutting voor dieren.

### Fauna
Het park biedt bescherming aan tal van woestijndieren, waaronder zeldzame en bedreigde soorten. De belangrijkste vertegenwoordigers zijn:
- Dorcasgazelle (Gazella dorcas)
- Duingazelle (Gazella leptoceros) – ernstig bedreigd
- Manenschaap (Ammotragus lervia)
- Fennekvos (Vulpes zerda)
- Jakhals (Canis aureus)
- Struisvogel (Struthio camelus camelus) – vroeger aanwezig, pogingen tot herintroductie zijn ondernomen.

Daarnaast komen er verschillende reptielen voor zoals de gehoornde adder en de woestijncobra. Vogelaars waarderen het park om de aanwezigheid van vogels als de woestijnmus (Passer simplex), de kortsnavelleeuwerik en verschillende soorten valken en uilen.
Jebil is door BirdLife International erkend als een Important Bird Area (IBA) vanwege zijn betekenis voor trekvogels en woestijnsoorten.

## Culturele en archeologische waarde
Naast zijn natuurlijke rijkdommen heeft het park ook een archeologisch belang. Binnen de grenzen van Jebil bevinden zich overblijfselen uit de prehistorie, waaronder rotsgravures, steencirkels en andere tekenen van menselijke bewoning die duizenden jaren teruggaan. Deze getuigen van de aanwezigheid van nomadische volkeren in wat ooit een minder droog gebied was.

## Toerisme en toegang
Het park is bereikbaar vanuit Douz via onverharde wegen en piste-routes. Vanwege de afgelegen ligging is een 4x4-voertuig en begeleiding van een gids vaak noodzakelijk. Er zijn geen vaste verblijfplaatsen binnen het park, maar het gebied is populair onder avontuurlijke reizigers en woestijnexpedities. Toerisme wordt gereguleerd om de ecologische balans te bewaren.

## Beheer en bescherming
Nationaal Park Jebil wordt beheerd door het Tunesische directoraat-generaal voor de bosbouw (Direction Générale des Forêts). De nadruk ligt op:
- Behoud van biodiversiteit
- Beheersing van illegale jacht
- Educatie en ecotoerisme
- Monitoring van klimaatverandering in droge gebieden

Er zijn voorstellen geweest om samen te werken met internationale organisaties voor onderzoeksprogramma’s en ecologische duurzaamheid.